# باتريك بلاكيت

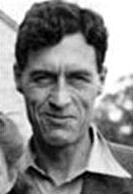
باتريك بلاكيت

باتريك بلاكيت أو بارون بلاكيت (بالإنجليزية: Patrick Maynard Stuart Blackett ) عالم فيزيائي إنجليزي كان يعمل في مجال الفيزياء العملية . حاز على جائزة نوبل في الفيزياء عام 1948 عن «دراساته للأشعة الكونية باستخدام عداد الغرفة السحابية».

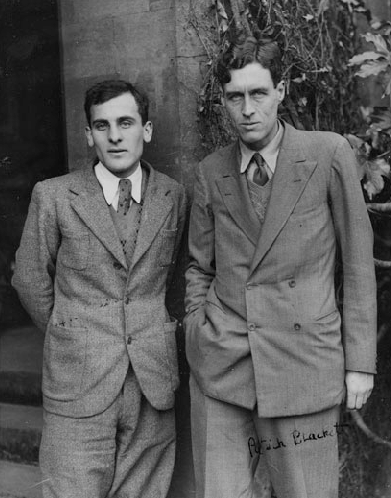
جوزيبي (بيبو) ب. أوكياليني (1907-1993) وباتريك إم. بلاكيت (1897-1974) في عام 1932 أو 1933. الائتمان: جيوسيبب أوتشياليني وكونستانس ديلوورث الأرشيف، جامعة ديلي ستودي دي ميلانو Statale في

ولد في 18 نوفمبر 1897 وتوفي في 13 يوليو 1974، قام بابتكار الغرفة السحابية للاستخدام في دراسة الجسيمات الأولية ، وله بحوث عن الأشعة الكونية و المغناطيسية . كما شارك بأبحاثه واستشاراته في الحرب العالمية الثانية.

## روابط خارجية
- باتريك بلاكيت على موقع الموسوعة البريطانية (الإنجليزية)
- باتريك بلاكيت على موقع مونزينجر (الألمانية)
- باتريك بلاكيت على موقع إن إن دي بي (الإنجليزية)